# Liste der Baudenkmäler in Toblach
Die Liste der Baudenkmäler in Toblach (italienisch Dobbiaco) enthält die 52 als Baudenkmäler ausgewiesenen Objekte auf dem Gebiet der Gemeinde Toblach in Südtirol.
Basis ist das im Internet einsehbare offizielle Verzeichnis der Baudenkmäler in Südtirol. Dabei kann es sich beispielsweise um Sakralbauten, Wohnhäuser, Bauernhöfe und Adelsansitze handeln. Die Reihenfolge in dieser Liste orientiert sich an der Bezeichnung, alternativ ist sie auch nach der Adresse oder dem Datum der Unterschutzstellung sortierbar.

## Liste
| Foto |                 | Bezeichnung                                                                           | Standort                                        | Eintragung                   | Beschreibung | Metadaten                                                        |
| ---- | --------------- | ------------------------------------------------------------------------------------- | ----------------------------------------------- | ---------------------------- | --- | ---------------------------------------------------------------- |
| ja   | Datei hochladen | Altschluderbach ID: 17644                                                             | 46° 44′ 8″ N, 12° 13′ 12″ O                     | 29. Mai 1951 (MD)            | Ländliches Wohnhaus/Bauernhof Die Koordinaten beziehen sich auf den Bauernhof Graf-Künigl-Str. 15 in Toblach; die Bezeichnung "Altschluderbach" und das Bild im Monumentbrowser beziehen sich auf den Trenker (siehe unten in der Liste), der bereits mit der Objekt-ID 17658 erfasst ist. | KG: Toblach Bauparzelle: 90                                      |
| ja   | Datei hochladen | Bäckenschuster-Rogger ID: 17642                                                       | 46° 44′ 9″ N, 12° 13′ 15″ O                     | 29. Mai 1951 (MD)            | Ländliches Wohnhaus/Bauernhof | KG: Toblach Bauparzelle: 84                                      |
| ja   | Datei hochladen | Bahnhof Toblach ID: 50239                                                             | 46° 43′ 29″ N, 12° 13′ 32″ O                    | 5. Apr. 2004 (BLR-LAB 1083)  | Bahnhof Toblach; die links in der Spalte Standort stehenden Koordinaten beziehen sich auf das Hauptgebäude; die Remise befindet sich auf 46° 43′ 28,8″ N, 12° 13′ 35,1″ O. | KG: Toblach Bauparzelle: 320, 321 Grundparzelle: 2721/1          |
| ja   | Datei hochladen | Biedenegg ID: 17640                                                                   | 46° 44′ 7″ N, 12° 13′ 18″ O                     | 22. Feb. 1988 (BLR-LAB 878)  | Ländliches Wohnhaus/Bauernhof | KG: Toblach Bauparzelle: 72                                      |
| ja   | Datei hochladen | Birgler ID: 17645                                                                     | 46° 44′ 7″ N, 12° 13′ 9″ O                      | 22. Feb. 1988 (BLR-LAB 878)  | Ländliches Wohnhaus/Bauernhof | KG: Toblach Bauparzelle: 94                                      |
| ja   | Datei hochladen | Ehemaliges Postgebäude ID: 50520                                                      | 46° 44′ 9″ N, 12° 13′ 22″ O                     | 11. Mai 2009 (BLR-LAB 1298)  | Verwaltungsbau | KG: Toblach Bauparzelle: 67                                      |
| ja   | Datei hochladen | Ehemaliges Grand Hotel mit Park ID: 17668                                             | 46° 43′ 23″ N, 12° 13′ 32″ O                    | 22. Feb. 1988 (BLR-LAB 878)  | Hotel | KG: Toblach Bauparzelle: 322/2 Grundparzelle: 1460/1, 1461, 4808 |
| ja   | Datei hochladen | Englös (Mutschlechnerhaus) ID: 17641                                                  | 46° 44′ 9″ N, 12° 13′ 19″ O                     | 22. Feb. 1988 (BLR-LAB 878)  | Ländliches Wohnhaus/Bauernhof | KG: Toblach Bauparzelle: 73/1                                    |
| ja   | Datei hochladen | Ferienhäuser ID: 50595                                                                | 46° 44′ 2″ N, 12° 12′ 47″ O                     | 3. Mai 2016 (BLR-LAB 468)    | Haupthaus im ländlichen Heimatstil, nördlich kleines Holz-Fachwerkgebäude mit Kegelbahn, westseitig ehemaliges Futterhaus, das in den 1920er Jahren für Wohnzwecke umgebaut wurde; Bauherrin war Gisela Glauber, geborene von Ruttersheim. die nebenstehenden Koordinaten beziehen sich auf das östlich gelegene Haupthaus; das ehemalige Futterhaus befindet sich auf 46° 44′ 1,6″ N, 12° 12′ 45,6″ O. | KG: Toblach Bauparzelle: 417, 418, 422                           |
| ja   | Datei hochladen | Friedhofskapelle in Wahlen ID: 17678                                                  | 46° 44′ 46″ N, 12° 14′ 1″ O                     | 22. Feb. 1988 (BLR-LAB 878)  | Kapelle | KG: Wahlen Bauparzelle: 75                                       |
| ja   | Datei hochladen | Gatterer ID: 17649                                                                    | Schrafflstraße 2-4 46° 44′ 11″ N, 12° 13′ 24″ O | 22. Feb. 1988 (BLR-LAB 878)  | Ländliches Wohnhaus/Bauernhof | KG: Toblach Bauparzelle: 117                                     |
| ja   | Datei hochladen | Herbstenburg mit Park ID: 17638                                                       | 46° 44′ 9″ N, 12° 13′ 29″ O                     | 22. Feb. 1988 (BLR-LAB 878)  | Ansitz | KG: Toblach Bauparzelle: 52, 53/1, 53/3 Grundparzelle: 2, 3/4    |
| ja   | Datei hochladen | Hotel Baur am See ID: 50389                                                           | 46° 42′ 22″ N, 12° 13′ 12″ O                    | 13. Juni 2005 (BLR-LAB 2087) | Hotel | KG: Toblach Bauparzelle: 347                                     |
| ja   | Datei hochladen | Innermoar in Aufkirchen ID: 17651                                                     | 46° 44′ 38″ N, 12° 12′ 18″ O                    | 22. Feb. 1988 (BLR-LAB 878)  | Ländliches Wohnhaus/Bauernhof | KG: Toblach Bauparzelle: 131                                     |
| ja   | Datei hochladen | J.-Walch-Straße 3 ID: 50232                                                           | 46° 44′ 12″ N, 12° 13′ 28″ O                    | 30. Juni 2003 (BLR-LAB 2219) | Ländliches Wohnhaus/Bauernhof | KG: Toblach Bauparzelle: 388                                     |
| ja   | Datei hochladen | Kapelle beim Anderter am Haselsberg ID: 17660                                         | 46° 44′ 5″ N, 12° 15′ 37″ O                     | 22. Feb. 1988 (BLR-LAB 878)  | Kapelle | KG: Toblach Bauparzelle: 216                                     |
| ja   | Datei hochladen | Kapelle beim Mitterfeichter am Haselsberg ID: 17673                                   | 46° 44′ 0″ N, 12° 15′ 21″ O                     | 22. Feb. 1988 (BLR-LAB 878)  | Kapelle | KG: Toblach Grundparzelle: 640                                   |
| ja   | Datei hochladen | Kapelle in der Gratsch ID: 17657                                                      | 46° 43′ 51″ N, 12° 12′ 16″ O                    | 29. Mai 1951 (MD)            | Kapelle | KG: Toblach Bauparzelle: 156                                     |
| ja   | Datei hochladen | Kapelle in der Säge ID: 17671                                                         | 46° 42′ 54″ N, 12° 13′ 19″ O                    | 22. Feb. 1988 (BLR-LAB 878)  | Kapelle | KG: Toblach Bauparzelle: 445                                     |
| ja   | Datei hochladen | Kapelle in Kandellen ID: 17662                                                        | 46° 45′ 42″ N, 12° 15′ 5″ O                     | 22. Feb. 1988 (BLR-LAB 878)  | Kapelle | KG: Toblach Bauparzelle: 253                                     |
| ja   | Datei hochladen | Kapelle in Landro ID: 50455                                                           | 46° 38′ 31″ N, 12° 13′ 56″ O                    | 30. Okt. 2006 (BLR-LAB 3929) | Kapelle | KG: Toblach Bauparzelle: 197                                     |
| ja   | Datei hochladen | Kapelle Maria Himmelfahrt in Stadlern ID: 17677                                       | 46° 45′ 13″ N, 12° 13′ 50″ O                    | 22. Feb. 1988 (BLR-LAB 878)  | Kapelle | KG: Wahlen Bauparzelle: 30                                       |
| BW   | Datei hochladen | Kapelle St. Peter und Paul in Mellaten ID: 17667                                      | 46° 44′ 57″ N, 12° 11′ 44″ O                    | 22. Feb. 1988 (BLR-LAB 878)  | Kapelle | KG: Toblach Bauparzelle: 297                                     |
| ja   | Datei hochladen | Kapelle zum Leiden Christi in Wahlen ID: 17669                                        | 46° 44′ 33″ N, 12° 13′ 43″ O                    | 22. Feb. 1988 (BLR-LAB 878)  | Kapelle | KG: Toblach Bauparzelle: 338                                     |
| ja   | Datei hochladen | Kapelle zur Heiligen Familie in Frondeigen ID: 17664                                  | 46° 45′ 50″ N, 12° 13′ 52″ O                    | 22. Feb. 1988 (BLR-LAB 878)  | Kapelle | KG: Toblach Bauparzelle: 270                                     |
| ja   | Datei hochladen | Kirchplatz 8 ID: 50233                                                                | 46° 44′ 7″ N, 12° 13′ 26″ O                     | 12. Okt. 1998 (BLR-LAB 4645) | Städtisches Wohnhaus | KG: Toblach Bauparzelle: 61                                      |
| ja   | Datei hochladen | Klammschlößl mit Garten ID: 17670                                                     | 46° 44′ 7″ N, 12° 15′ 56″ O                     | 22. Feb. 1988 (BLR-LAB 878)  | Ansitz | KG: Toblach Bauparzelle: 358 Grundparzelle: 572                  |
| ja   | Datei hochladen | Kornkasten beim Fauster ID: 17636                                                     | 46° 44′ 22″ N, 12° 13′ 39″ O                    | 22. Feb. 1988 (BLR-LAB 878)  | Kornkasten | KG: Toblach Bauparzelle: 22                                      |
| ja   | Datei hochladen | Kriegerfriedhof Naßwand ID: 17674                                                     | 46° 40′ 34″ N, 12° 13′ 16″ O                    | 22. Feb. 1988 (BLR-LAB 878)  | Friedhof | KG: Toblach Grundparzelle: 2256/2, 2257/2                        |
| ja   | Datei hochladen | Mariahilfkapelle am Ratsberg ID: 17665                                                | 46° 44′ 50″ N, 12° 13′ 5″ O                     | 22. Feb. 1988 (BLR-LAB 878)  | Kapelle | KG: Toblach Bauparzelle: 279                                     |
| ja   | Datei hochladen | Marienkapelle in Frondeigen ID: 17663                                                 | 46° 45′ 42″ N, 12° 14′ 4″ O                     | 22. Feb. 1988 (BLR-LAB 878)  | Kapelle | KG: Toblach Bauparzelle: 268                                     |
| ja   | Datei hochladen | Ochsenleger (Seehüter) ID: 17659                                                      | 46° 42′ 55″ N, 12° 13′ 18″ O                    | 22. Feb. 1988 (BLR-LAB 878)  | Ländliches Wohnhaus/Bauernhof | KG: Toblach Bauparzelle: 188                                     |
| ja   | Datei hochladen | Petertonighaus mit Garten ID: 17647                                                   | 46° 44′ 6″ N, 12° 13′ 7″ O                      | 29. Mai 1951 (MD)            | Ländliches Wohnhaus/Bauernhof | KG: Toblach Bauparzelle: 99 Grundparzelle: 202                   |
| ja   | Datei hochladen | Pfarrkirche St. Johannes der Täufer mit Turm, Friedhofskapelle und Friedhof ID: 17635 | 46° 44′ 8″ N, 12° 13′ 27″ O                     | 4. Dez. 1962 (MD)            | Kirche | KG: Toblach Bauparzelle: 1, 2, 3 Grundparzelle: 1                |
| ja   | Datei hochladen | Pfarrkirche St. Nikolaus mit Friedhof ID: 17675                                       | 46° 44′ 46″ N, 12° 14′ 1″ O                     | 22. Feb. 1988 (BLR-LAB 878)  | Kirche | KG: Wahlen Bauparzelle: 1                                        |
| BW   | Datei hochladen | Pfarrwidum und ehemaliges Spital ID: 17676                                            | 46° 44′ 45″ N, 12° 14′ 0″ O                     | 22. Feb. 1988 (BLR-LAB 878)  | Widum/Kanonikerhaus | KG: Wahlen Bauparzelle: 3, 4                                     |
| ja   | Datei hochladen | Rathaus (Altes Gerichtshaus) ID: 17639                                                | 46° 44′ 7″ N, 12° 13′ 22″ O                     | 22. Feb. 1988 (BLR-LAB 878)  | Verwaltungsbau | KG: Toblach Bauparzelle: 65/1                                    |
| ja   | Datei hochladen | Riedler ID: 17646                                                                     | 46° 44′ 6″ N, 12° 13′ 9″ O                      | 29. Mai 1951 (MD)            | Ländliches Wohnhaus/Bauernhof | KG: Toblach Bauparzelle: 96                                      |
| ja   | Datei hochladen | Roter Turm mit Nebengebäuden ID: 17650                                                | 46° 44′ 13″ N, 12° 13′ 26″ O                    | 29. Mai 1951 (MD)            | Ansitz | KG: Toblach Bauparzelle: 119/1, 119/2, 120, 121, 123             |
| ja   | Datei hochladen | Sommerhaus beim Trenkerhof ID: 50241                                                  | 46° 43′ 41″ N, 12° 11′ 58″ O                    | 30. Nov. 1998 (BLR-LAB 5633) | Villa/Sommerfrischhaus | KG: Toblach Bauparzelle: 727                                     |
| ja   | Datei hochladen | St. Joseph in Lehrschach mit Kalvarienbergkapellen ID: 17661                          | 46° 43′ 48″ N, 12° 13′ 56″ O                    | 22. Feb. 1988 (BLR-LAB 878)  | Kirche | KG: Toblach Bauparzelle: 231 Grundparzelle: 1, 1398, 4679/2, 922 |
| ja   | Datei hochladen | St. Peter am Kofl ID: 17654                                                           | 46° 44′ 52″ N, 12° 12′ 18″ O                    | 22. Feb. 1988 (BLR-LAB 878)  | Kirchenruine | KG: Toblach Bauparzelle: 139/2                                   |
| ja   | Datei hochladen | Stoffer am Radsberg ID: 17666                                                         | 46° 44′ 51″ N, 12° 13′ 3″ O                     | 22. Feb. 1988 (BLR-LAB 878)  | Ländliches Wohnhaus/Bauernhof | KG: Toblach Bauparzelle: 285                                     |
| ja   | Datei hochladen | Strobl ID: 17648                                                                      | 46° 44′ 10″ N, 12° 13′ 20″ O                    | 22. Feb. 1988 (BLR-LAB 878)  | Ländliches Wohnhaus/Bauernhof | KG: Toblach Bauparzelle: 112/1                                   |
| ja   | Datei hochladen | Taschler ID: 17637                                                                    | 46° 44′ 16″ N, 12° 13′ 31″ O                    | 18. Apr. 1990 (BLR-LAB 2187) | Ländliches Wohnhaus/Bauernhof | KG: Toblach Bauparzelle: 28                                      |
| ja   | Datei hochladen | Trenker ID: 17658                                                                     | 46° 43′ 39″ N, 12° 12′ 5″ O                     | 22. Feb. 1988 (BLR-LAB 878)  | Ländliches Wohnhaus/Bauernhof | KG: Toblach Bauparzelle: 163/1                                   |
| ja   | Datei hochladen | Trojer ID: 17656                                                                      | 46° 44′ 38″ N, 12° 12′ 6″ O                     | 22. Feb. 1988 (BLR-LAB 878)  | Ansitz | KG: Toblach Bauparzelle: 144                                     |
| ja   | Datei hochladen | Turm beim Unterenglmair in Aufkirchen ID: 17655                                       | 46° 44′ 37″ N, 12° 12′ 10″ O                    | 29. Mai 1951 (MD)            | Burg/Schloss | KG: Toblach Bauparzelle: 140                                     |
| ja   | Datei hochladen | Wallfahrtskirche zur schmerzhaften Muttergottes mit Friedhof in Aufkirchen ID: 17652  | 46° 44′ 39″ N, 12° 12′ 16″ O                    | 22. Feb. 1988 (BLR-LAB 878)  | Kirche | KG: Toblach Bauparzelle: 132 Grundparzelle: 3730                 |
| ja   | Datei hochladen | Werk Plätzwiese ID: 50452                                                             | 46° 38′ 30″ N, 12° 11′ 43″ O                    | 28. Aug. 2006 (BLR-LAB 3046) | Befestigungsanlagen; das Gebäude liegt genau auf der Gemeindegrenze zwischen Toblach und Prags, wo es als Bauparzelle 482 eingetragen und unter Schutz gestellt ist. | KG: Toblach/Prags Bauparzelle: 1026                              |
| ja   | Datei hochladen | Widum in Aufkirchen ID: 17653                                                         | 46° 44′ 40″ N, 12° 12′ 13″ O                    | 22. Feb. 1988 (BLR-LAB 878)  | Widum/Kanonikerhaus | KG: Toblach Bauparzelle: 133                                     |
| ja   | Datei hochladen | Wiesenegg ID: 17643                                                                   | 46° 44′ 9″ N, 12° 13′ 14″ O                     | 29. Mai 1951 (MD)            | Ländliches Wohnhaus/Bauernhof | KG: Toblach Bauparzelle: 85                                      |

Falls bei einem Baudenkmal keine Koordinaten bekannt sind, werden ersatzweise die Katasterdaten zum Zeitpunkt der Unterschutzstellung angegeben. Diese sind weder offiziell noch zwingend aktuell.
Die vom Landesdenkmalamt übernommenen Adressen können veraltet sein.
| Foto:   | Fotografie des Denkmals. Klicken des Fotos erzeugt eine vergrößerte Ansicht. Daneben finden sich zwei Symbole: |
| ID      | Identifikator beim Südtiroler Landesdenkmalamt                                                                 |
| KG      | Katastralgemeinde                                                                                              |
| MD      | Ministerialdekret                                                                                              |
| BLR-LAB | Beschluss der Landesregierung – Landesausschussbeschluss                                                       |